# Julio Herrera Velutini
Julio Martín Herrera Velutini  (nasceu a 15 de Dezembro de 1971) é um banqueiro internacional

## Início e Ensino
O ensino e formação foram na Escola Americana em Inglaterra (Reino Unido), A Escola Americana na Suiça (Suiça) e na Universidade Central da Venezuela (formou-se em 1990). Com mais de 16 anos de experiência bancaria  Julio Herrera Velutini é parte de uma geração de banqueiros que foram formados no círculo da Bolsa de Valores de Caracas no Banco Central da Venezuela no final de 1980 e no início de 1990.

## Descendência
A família Velutini teve uma grande influência no sistema bancário Venezuelano desde o final do século XX, com a fundação do Banco de Caracas em 1980.  O seu bisavô Julio César Velutini Couturier, presidiu o Banco Caracas até 1930. As gerações futuras foram todas Presidentes e Administradores do Banco de Caracas durante mais de 100 anos, até à sua venda em 1998.  

## Carreira bancária
No início dos anos 90, começou a trabalhar na Bolsa de Valores de Caracas em Multinvest Casa de Bolsa (uma empresa corretora), da qual foi membro do conselho de administração até 1998. No mesmo ano tornou-se presidente do Conselho de Administração da Investimento Transbanca (holding que resulta da venda do Banco de Caracas), tornando-se um dos seus maiores acionistas e diretor de empresas como a Kia Motors da Venezuela BMW da Venezuela, BBO Serviços Financeiros, Transporte de Valores Bancários da Venezuela (Empresa de Transporte de Valores Mobiliários), Banco Universal de Bolívar, Banco Activo Banco Comercial e Banco de Desenvolvimento de Microempresas.
Em 2006, em conjunto com o Conselho de Administração da Investimentos Transbanca e os seus sócios, Jose Herrera Velutini e Bélen Clarisa Velutini, Julio Herrera Velutini adquire empresas como a Caixa da Bolsa de Caracas, IBG Trading, Banco Real  e Banco Internacional Banreal, recuperando o que uma vez foi a holding da família Velutini. 
Desde o início de 2007 até fevereiro de 2009 colabora como presidente do Conselho de Administração do Banco Real e do Banreal Holding, que foi vendido mais tarde em fevereiro de 2009.  En ese mismo año compra el Banco Nacional de Crédito (BNC) 
No final de 2008, fundou a Corporação Banco Internacional Bancredito, Fundação Bancredito e Serviços Financeiros Bancredito, instituições financeiras em que preside como membro do conselho.